# The Naughty Lady of Shady Lane
The Naughty Lady of Shady Lane ist ein Lied der amerikanischen Komponisten und Texter Roy C. Bennett und Sid Tepper aus dem Jahr 1954. Interpretiert wurde es zuerst von dem amerikanischen Vokalquartett The Ames Brothers zusammen mit Hugo Winterhalter und seinem Orchester. Coverversionen gab es unter anderem von Archie Bleyer 1954, Dean Martin 1955 und Ray Charles 1964. Eine deutsche Version mit dem Titel Das süße Mädi erschien 1955 von Peter Alexander mit einem Text von Kurt Feltz, die sich bis auf Platz 2 der deutschen Singlecharts platzierte.

## Hintergrund und Veröffentlichung
Das Lied wurde von den amerikanischen Songschreibern Roy C. Bennett und Sid Tepper geschrieben, die als Duo vor allem für einige Hits für Elvis Presley bekannt waren. Die Erstaufnahme des Liedes stammte von The Ames Brothers zusammen mit Hugo Winterhalter und seinem Orchester im Jahr 1954 bei RCA Victor Records.

## Musik und Text
The Naughty Lady of Shady Lane ist ein Foxtrott und wird in der Originalversion im Quartett mit dezenter Orchesterbegleitung gesungen. Es beginnt mit einer A-capella-Sequenz der Sänger, bevor der eigentliche Gesang einsetzt.
Der Text handelt von einer jungen „Lady“, die durch ihr Auftauchen in der „Shady Lane“ einen Ort in ein Chaos stürzt. Sie schlägt ein wie eine Bombe und führt zu Klatsch und Aufruhr in der ansonsten so friedlichen Vorstadt:

“The naughty lady of Shady Lane has hit the town like a bomb

The back fence gossip's ain't been this good

Since Mabel ran off with Tom

Our town was peaceful and quiet before she came on the scene

The lady has started a riot, disturbing the suburban routine”

„Die freche Lady der Shady Lane hat in der Stadt eingeschlagen wie eine Bombe

Der Klatsch hinterm Zaun war nicht mehr so gut

seit Mabel mit Tom durchgebrannt ist

Unsere Stadt war friedlich und ruhig, bevor sie auf den Plan trat

Die Dame hat einen Aufstand angezettelt, der die Vorstadtroutine stört“

Der Text stellt weitere Details zum Verhalten der Lady vor, etwa wie sie mit ihren Verehrern umgeht oder dass sie nie eine ihr angebotene „flüssige Erfrischung“ ablehnt. Danach stellt er klar, dass unter dem Puder und der schicken Spitze ein süßes und reines Herz schlage, das nur jemanden braucht, der sie ändert. Am Ende stellt sich allerdings heraus, dass es sich bei der frechen Lady um ein erst neun Tage altes Baby handelt:

“The naughty lady of Shady Lane, so delightful to hug

The naughty lady of Shady Lane, she's delectable

Quite respectable

And she's only nine days old”

„Die freche Dame von Shady Lane, so herrlich zum Knuddeln

Die freche Dame der Shady Lane, sie ist köstlich

Ziemlich anständig

Und sie ist erst neun Tage alt“

## Chartplatzierungen
Die Single kam am 27. November 1954 auf Platz 16 in die amerikanischen Billboard Best Selling Charts und stieg am 1. Januar 1955 auf Platz 3, wo sie sich insgesamt vier Wochen hielt. Sie blieb bis zum 5. März 1955 insgesamt 15 Wochen in den Charts. In die britischen Charts kam die Originalversion am 5. Februar 1955 und stieg bis auf Platz 6. Hier blieb sie insgesamt 6 Wochen in den Charts. Eine Coverversion von Archie Bleyer stieg am 4. Dezember 1954 in die Charts auf Platz 26 ein und war bis zum 15. Januar 1955 für insgesamt fünf Wochen vertreten.
Auch eine Version von Dean Martin konnte sich in Großbritannien platzieren: Sie kam dort am 29. Januar 1955 in die Charts und stieg bis auf Platz 5; insgesamt blieb sie für 10 Wochen in der Hitparade.

## Coverversionen
Als erfolgreicher Poptitel wurde The Naughty Lady of Shady Lane vor allem in den Jahren nach seiner Veröffentlichung mehrfach gecovert. Die bekanntesten Versionen neben der Originalversion stammten dabei wie bereits dargestellt von Archie Bleyer aus dem Jahr 1954 und von Dean Martin aus dem Jahr 1955. Zu den weiteren Bands und Interpreten, die das Lied in einer englischen Coverversion veröffentlichten, gehören unter anderen:
- 1954: Barry Frank with Sid Feller & Orchestra, The Beverley Sisters, The Four Jacks, The Rhythmaires mit Lew Raymond & his Orchestra, The McGuire Sisters mit Dick Jacobs Orchestra
- 1955: Alma Cogan, Billy Cotton & his Band feat. The Bandits, Black & White mit The Melody Sisters, Four-In-A-Chord, The Rockets mit The Prom Orchestra, Homer & Jethro
- 1960: The Kim Sisters
- 1964: Ray Charles
- 1981: Tony Barber
- 1995: The Statler Brothers
- 2007: The Roches
- 2019: Nina Ernst

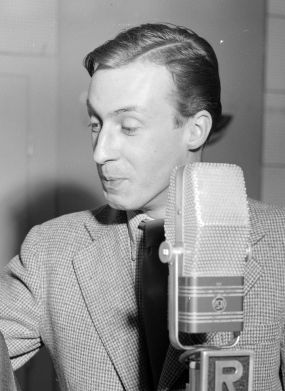
Peter Alexander (1952)

Peter Alexander – Das süße Mädi (1955)

Eine deutsche Version erschien 1955 von Peter Alexander zusammen mit Adalbert Luczkowski und seinem Orchester mit einem Text von Kurt Feltz unter dem Titel Das süße Mädi (später auch Das süße Mädi das Fredi liebt) auf einer Single gemeinsam mit Der Mond hält seine Wacht. Der Text der Version lehnt sich dabei am Original an und behandelt ebenfalls ein Baby, das neu in eine Familie kommt, es handelt sich jedoch nicht um eine Übersetzung. Der Titel platzierte sich erstmals am 1. September 1955 in den Deutschen Singlecharts und stieg bis auf den zweiten Platz; insgesamt war es sechs Monate in der Hitparade vertreten, davon vier Monate in den Top 10. Die Single avancierte für Peter Alexander zum ersten von 35 Top-10-Hits in Deutschland. Auch die deutsche Version wurde gecovert, unter anderem von Peter Schranner 1955 und Bobby Schmidt und seinem Sextett 1956.
Zudem erschienen 1955 eine dänische Version unter dem Titel Den lille dame i Dynekær von Birthe Wilke mit Arne Lamberth und Orchester sowie Frandsen Trioen mit Bent Schjärffs Quartett, ferner eine schwedische Version als Flickan i smala gränd von Cacka Israelsson & Curt Blomqvists-Orchester.

## Belege
1. ↑  
The Ames Brothers with Hugo Winterhalter's Orchestra and Chorus – The Naughty Lady of Shady Lane bei Discogs, Schellacksingle auf discogs.com; abgerufen am 7. September 2022.
2. 1 2  Songtext The Naughty Lady of Shady Lane auf genius.com, abgerufen am 9. September 2022.
3. 1 2 3 4  The Ames Brothers – The Naughty Lady of Shady Lane auf chartsurfer.de;
Dean Martin – The Naughty Lady of Shady Lane auf chartsurfer.de;
Peter Alexander – Das süße Mädi auf chartsurfer.de,
 abgerufen am 8. September 2022.
4. 1 2 3  The Ames Brothers – The Naughty Lady of Shady Lane auf officialcharts.com;
Dean Martin – The Naughty Lady of Shady Lane auf officialcharts.com,
 abgerufen am 9. September 2022.
5. ↑  Billboard Magazine, 27. November 1954, Seite 32. (Digitalisat)
6. ↑  Billboard Magazine, 1. Januar 1955, Seite 20. (Digitalisat)
7. ↑  Billboard Magazine, 5. März 1955, Seite 26. (Digitalisat)
8. ↑  Billboard Magazine, 4. Dezember 1954, Seite 36. (Digitalisat)
9. ↑  Billboard Magazine, 15. Januar 1955, Seite 48. (Digitalisat)
10. 1 2 3 4  The Ames Brothers with Hugo Winterhalter's Orchestra and Chorus – The Naughty Lady of Shady Lane auf cover.info, abgerufen am 7. September 2022.
11. ↑  The Ames Brothers with Hugo Winterhalter's Orchestra and Chorus – The Naughty Lady of Shady Lane auf secondhandsongs.com, abgerufen am 7. September 2022.
12. ↑  
Peter Alexander – Das süße Mädi bei Discogs, Single auf discogs.com; abgerufen am 9. September 2022.